# Chrysosporium
Chrysosporium — рід грибів родини Onygenaceae. Назва вперше опублікована 1833 року.